# Torre Icono (Antofagasta)
La Torre Icono es un rascacielos ubicado en la ciudad de Antofagasta, en la segunda región de Chile. Con 31 pisos, estacionamiento interior y tiene cerca de 105 m (344′ 6″) de altura, es considerada la edificación más alta de la Región de Antofagasta y la septima más grande del Norte Grande de Chile. Anteriormente, poseyó el título del edificio más alto del Norte, honor que anteriormente llevó el edificio Nautilus Cavancha en Iquique.

## Ubicación
La torre Icono se ubica entre las calles George Washington y Uribe, en el centro de Antofagasta. Cercana a ella hay un centro comercial (Mall Plaza Antofagasta), la plaza principal de la ciudad (Plaza Colón), bancos, cajeros automáticos, tiendas populares y escuelas y un instituto profesional.

## Características
Este rascacielos está diseñado simétricamente (la torre principal está al medio y a los costados hay dos torres de seis pisos).
Tiene un pilar de 105 metros de altura, que va de base a base, la gran estructura posee balcones camuflados, a simple vista uno no logra verlos, es por la confusión que se produce al ver el rascacielos al estilo moderno que habita en la ciudad, gracias a esta torre se han instalado semáforos reemplazando a los antiguos "ceda el paso".

## Detalles
- Condición: En uso.
- Pisos: 32
- Altura: 105 metros.
- Rango:
  - En Antofagasta: 1º lugar.
  - En el norte de Chile: 7º lugar
  - Fuera de la Región Metropolitana: 7º lugar.
- Aporte: Se añaden semáforos para evitar la congestión del lugar, el rascacielos también cuenta con algunos locales comerciales en la parte inferior.